# Invasion (série de televisão de 2021)
Invasion é uma série de televisão estadunidense de ficção científica criada por Simon Kinberg e David Weil. Estreou na Apple TV+ em 22 de outubro de 2021.

## Elenco
- Golshifteh Farahani como Aneesha Malik
- Shamier Anderson como Trevante Ward
- Shioli Kutsuna como Mitsuki Yamato
- Firas Nassar como Ahmed "Manny" Malik
- Billy Barratt como Caspar Morrow
- Azhy Robertson como Luke Malik
- Tara Moayedi como Sarah Malik
- Daisuke Tsuji como Kaito Kawaguchi
- Sam Neill como Xerife John Bell Tyson

## Lançamento
A série estreou em 22 de outubro de 2021, com o lançamento de seus três primeiros episódios; os sete episódios restantes devem ser lançados semanalmente.

## Recepção
No Rotten Tomatoes, a série tem um índice de 41% aprovação, com uma nota média de 5,2/10, baseado em 32 críticas. O consenso dos críticos do site diz: "Invasion tenta uma queima lenta, mas inadvertidamente deixa sua tensão desaparecer completamente com um ritmo pesado que deixará os telespectadores impacientes para que o apocalipse alienígena finalmente chegue". O Metacritic, que usa uma média ponderada, atribuiu uma pontuação de 50 de 100 com base em 14 avaliações, indicando "críticas mistas ou razoáveis". 